# Бёльке, Освальдо
Освальдо Бёльке (исп. Osvaldo Boelcke, 1920—1990) — аргентинский ботаник германского происхождения, специалист по таксономии семейства Капустные.

## Биография
Освальдо Бёльке родился в 1920 году в городе Буэнос-Айрес. В 1945 году закончил Национальный университет Ла-Платы по специальности сельскохозяйственного инженера. Длительное время проводил в Дарвиновском ботаническом институте, изучал растения семейства Бобовые. В 1949 году Бёльке стал преподавать ботанику на Сельскохозяйственном и ветеринарном факультете Университета Буэнос-Айреса. В 1957 году Бёльке был удостоен премии имени Эдуардо Хольмберга. Затем он стал профессором Университета Буэнос-Айреса. С 1971 по 1973 Бёльке был директором биологии и экологии в Университете. Он основал журнал Parodiana. Освальдо Бёльке был женат на Маэвии Ноэми Коррее (1914—2005). Он скончался в 1990 году.

## Растения, названные в честь О. Бёльке
- Adesmia boelckeana Burkart, 1967
- Astragalus boelckei Gómez-Sosa, 1992
- Carex boelckeiana Barros, 1969
- Conyza boelckei Cabrera, 1971
- Ephedra boelckei F.A.Roig, 1984
- Eriosema boelckei Fortunato, 1992
- Halimolobos boelckei Mart.-Laborde, 1992 [syn.  Exhalimolobos weddellii (E.Fourn.) Al-Shehbaz & C.D.Bailey, 2007]
- Haplopappus boelckei Tortosa & Adr.Bartoli, 2002
- Huanaca boelckei Mathias & Constance, 1971
- Lepidium boelckeanum Prina, 1993
- Lepidium boelckei Al-Shehbaz, 1989
- Poa boelckei Nicora, 1977 [syn.  Poa obvallata Steud., 1854]
- Senecio boelckei Cabrera, 1971
- Valeriana boelckei Rossow, 1993